# 華恵
矢部 華恵（やべ はなえ、1991年4月28日 - ）は、日本のエッセイスト、モデル。旧芸名、hanae*、華恵。
2021年4月に、芸名を矢部 華恵（やべ はなえ）に改称した。

## 人物・来歴
1991年 アメリカ生まれ。
父はアメリカ人、母は日本人。6歳より日本で暮らし、10歳よりファッション誌でモデル活動を始める。
お茶の水女子大学附属中学校・高等学校を経て、2014年 東京藝術大学音楽学部楽理科を卒業。
幼少時より読書好きで、小学生の時に、読売新聞社主催の全国小・中学校作文コンクールにおいて読売新聞社賞・文部科学大臣賞などを受賞。小学6年生の時に、エッセイ『小学生日記』を出版する。
書評やエッセイを中心に執筆活動を行うほか、寺山修司の著書の角川文庫新装版にてカバーモデルを務めている。
登山を趣味とし、アウトドアに関するエッセイやイベント出演も多数。
マネジメントは、テレビマンユニオン。

## 文筆リスト

### 著書
- 小学生日記 （2003年 プレヴィジョン、2005年 角川文庫） - 以下の作品などを収録
  - 2000年 読売新聞社主催 第50回 全国小・中学校作文コンクール 東京都審査 読売新聞社賞受賞「ひとりでまっていた日のこと」
  - 2001年 読売新聞社主催 第51回 全国小・中学校作文コンクール 東京都審査 読売新聞社賞受賞「モトイと日本語」
  - 2002年 読売新聞社主催 第52回 全国小・中学校作文コンクール 文部科学大臣賞受賞「ポテトサラダにさよなら」
- 本を読むわたし（2006年  筑摩書房、2010年、 ちくま文庫）
- ひとりの時間（2007年 筑摩書房『webちくま』連載）
- キモチのかけら（2008年 筑摩書房）
- 寄りみちこみち（2008年 角川書店、『野性時代』連載）
- たまごボーロのように（2010年 筑摩書房）
- 華恵、山に行く。（2010年 山と溪谷社、『山と渓谷』連載）

### 連載
- 色と音の間で（集英社『小説すばる』）
- 今日何食べた？（ 実業之日本社『紡』）
- 七人のブックウォッチャー（ メディアファクトリー『ダ・ヴィンチ』）
- 華恵の旅行かばん（集英社『HAPPY PLUS』）

### その他寄稿
- 猫の涙（『文學界』2019年10月号）

## 出演

### テレビ
- 4TEEN（WOWOW ドラマW、2004年）
- ガチャガチャポン!（フジテレビ、2005年 - 2006年）
- こちらアニマルプラネット新聞社（アニマル・プラネット、2007年）
- 週刊ブックレビュー（NHK BS2、2008年 - ）
- プレミアム8　世界遺産　一万年の叙事詩 第6集　大航海～未知なる世界へ～（NHK BSプレミアム、2011年） - リポーター / スタジオMC
- 美しき酒呑みたち（BSフジ、2012年 - ） - ナレーション
- 躍動する大自然　奇跡の絶景ストーリー　「北アルプス　氷河の旅」（NHK BS1、2018年11月29日）
- 日立 世界・ふしぎ発見!（TBS、2019年6月29日 - ）- レポーター
- 中部ネイチャーシリーズ「白山〜祈りの道をたどる旅〜」（NHK名古屋、2021年11月26日）
- にっぽん百名山 スペシャル「岩と雪の殿堂 剱岳」（NHK BSプレミアム、2022年8月27日）

### ラジオ
- エイピーピー・ジャパン presents LOVE TREES ～未来への杜～（TOKYO FM、2015年）
- simple style -オヒルノオト-（JFNC、2016年10月1日 - 2021年9月30日 ）

### 映画
- ハナとオジサン（2003年）
- きみの友だち（2008年）- 琴乃 役

### PV
- スピッツ 「さわって・変わって」 （2001年）

### CM
- J-オイルミルズ 「毎日DHA」(食用油) (2004年)